# Варвара (община)
Община Варвара — колишня община в окрузі Пазарджик, південна Болгарія.
Включала села Варвара, Ветрен дол, Лозен, Семчиново і Симеоновець. Існувала до 1978 року, коли була приєднана до общини Септемврі. 2001 року робилися безрезультатні спроби відновити автономію общини.